# Nicolas Durival
Pour les articles homonymes, voir Durival.
Nicolas Luton Durival, né à Commercy le 13 novembre 1713 et mort à Heillecourt le 21 décembre 1795, est un fonctionnaire, magistrat et historien lorrain puis, après 1766, français.

## Biographie
Frère aîné de Jean-Baptiste Luton Durival, Nicolas Durival fit toute sa carrière au sein de l'administration lorraine. Après avoir fait de bonnes études, il fut placé dans les bureaux de l'Intendance de Lorraine, et s’appliqua entièrement à acquérir les connaissances nécessaires à un administrateur. Frappé de l’imperfection des ouvrages qui existaient sur la topographie de la Lorraine, il forma le projet d’en rédiger une qui, s’éloignant également de la sécheresse des nomenclatures et de la prolixité des histoires particulières, contienne des notices exactes sur les villes, bourgs et villages de ce pays. Il publia différents essais, pour mieux connaître si son projet serait goûté, et pour demander des secours aux personnes éclairées, et fit enfin paraître, après vingt années de travail et de recherches, une Description de la Lorraine et du Barrois, qui fut regardé, avec raison, comme un modèle des ouvrages de ce genre. Il fut ensuite greffier du conseil d’État de Stanislas Leszczynski dès 1751 et enfin lieutenant général de police de Nancy de 1760 à 1768.
Durival était membre de l’Académie de Nancy depuis 1760, et il a communiqué à cette compagnie un grand nombre de mémoires sur des objets d’utilité publique. Sa place de lieutenant de police ayant été supprimée en 1790, il fut nommé administrateur municipal. Quoiqu’il eût occupé pendant la plus grande partie de sa vie des emplois lucratifs, il était demeuré pauvre et il fut compris dans le nombre des savants auxquels la Convention accorda des secours en 1795.
Nicolas Durival collabora à l’Encyclopédie ; cité dans les Avertissements des volumes IV à VII, sous le nom de « Durival l’aîné » pour le distinguer de son frère Jean-Baptiste également contributeur, ses contributions ne sont toutefois pas mieux identifiées.
Il est aussi l'auteur de plusieurs ouvrages relatifs à l'histoire, aux mœurs, à l'agriculture, à la géographie et aux coutumes de la Lorraine.

## Publications
- Mémoire sur la Lorraine et le Barrois, suivi de la Table alphabétique..., etc., Chez Henry Thomas, à Nancy, [1753], 2 vol. in-4°Durival en avait fait imprimer l’année précédente un petit nombre d’exemplaires pour les distribuer à ses amis. Henriquez a inséré en entier la table alphabétique dans son Abrégé chronologique de l’Histoire de Lorraine, dont elle forme le deuxième volume, sans en nommer l’auteur.
- Table alphabétique des villes, bourgs, villages et hameaux de la Lorraine et du Barrois, Nancy, 1748, in- 8°Cette table fut réimprimée l’année suivante, avec des additions, et une troisième fois en 1766. L’abbé Expilly l’a insérée dans son Dictionnaire géographique de la France, en faisant des éloges de l’auteur.
- Coutume particulière à la Bresse, village de Lorraine, Nancy, 1754, in-8°
- Principes sur le pacage, le vain pâturage et le parcours, Nancy, 1756, in-8° ; Nancy, Impr. de Ve et C. Leseure, 1766, in-8°, 7 p. (BNF 30386844)Reproduit l’article « Pacage » de l’Encyclopédie[3], avec une explication juridique des termes pacage, vain pâturage et parcours.
- Mémoire sur la clôture des héritages, le vain pâturage et le parcours, en Lorraine, Nancy, Thomas père et fils, 1763, in-8°, 15 p.
- Introduction à la description de la Lorraine et du Barrois, Nancy, 1774, in-8°
- Description de la Lorraine et du Barrois, Nancy, 1778-79-83, 4 vol. in-4°Le quatrième volume est devenu plus rare que les autres, les exemplaires qui restaient chez le libraire ayant été vendus à un épicier pendant la Révolution. On peut regarder cet ouvrage comme le fruit de toutes les études de Durival : les faits y sont présentés avec méthode, le style en est agréable, et les nombreuses indications sont d’une exactitude scrupuleuse. L’introduction, formant le premier volume, est une histoire complète de Lorraine, depuis Reinier au Long Cou, premier duc bénéficiaire de Lorraine (959), jusqu’à la mort de Stanislas.

Sonnini a inséré dans sa Bibliothèque physico-économique trois mémoires de Durival :
- Considérations sur les plantations de la Lorraine, juin 1809.
- Théorie de Leopold 1er, duc de Lorraine, pour la construction et l’entretien des routes, octobre 1809.
- Comparaison des effets du régime actuel des chaussées avec ceux qui résultent des procédés de la théorie de Léopold 1er, novembre 1809.

## Sources
- Charles Sonnini de Manoncourt, Journal du département de la Meurthe, t. I, Nancy, Lamort, 1790, p. 65.
- Joseph-François Michaud, Louis-Gabriel Michaud, Biographie universelle, Paris, C. Desplaces, t. 12, 1855, p. 110.
- Justin Favier, « Notice sur Nicolas Durival », Mémoires de la Société d’Archéologie lorraine,‎ 1880, p. 5–36.
- Stéphane Gaber, « Nicolas Durival : descripteur de la Lorraine au xviiie siècle », Le Pays lorrain,‎ octobre 1991, p. 237–244 (lire en ligne, consulté le 19 octobre 2015).
- Claire Haquet, « Nicolas Durival », dans Isabelle Guyot-Bachy et Jean-Christophe Blanchard (dir.), Dictionnaire de la Lorraine savante, Metz : Éditions des Paraiges, 2022, p. 130-131.
- Juliette Lenoir (dir.), Le journal de Durival : 1764-1766, 2016, en ligne.
- Claire Haquet, Nicolas Durival et son journal, Épitomé, 23 juin 2016, en ligne.